# Le Diable est parmi nous
Le Diable est parmi nous és una pel·lícula canadenca de 1972 produïda per Jean Beaudin els actors principals de la qual són Louise Marleau i Daniel Pilon

## Sinopsi
Un periodista investiga una mort inexplicable.

## Repartiment
- Louise Marleau: Hélène
- Daniel Pilon: Paul Drouin
- Danielle Ouimet: Virginie
- Rose-Rey Duzil : la grand-mère
- Henri Norbert
- Jacques Famery
- Armand Labelle
- Claude Michaud
- Roger Garceau
- Michel Dernuet
- Michel Maillot

## Reconeixements
Denis Gingras va guanyar el premi a la millor fotografia al VII Festival Internacional de Cinema Fantàstic i de Terror de Sitges.